# Belinda Stowell
Belinda Josephine Stowell (ur. 28 maja 1971 w Salisbury) – australijska żeglarka sportowa. Złota medalistka olimpijska z Sydney.
W Australii mieszka od 1991. Brała udział w trzech igrzyskach olimpijskich (IO 00, IO 04, IO 12). W 2000 zwyciężyła w klasie 470, a partnerowała jej Jenny Armstrong. W 2000 i 2001 zdobywały srebrny medal mistrzostw świata w tej klasie.